# Bourrine

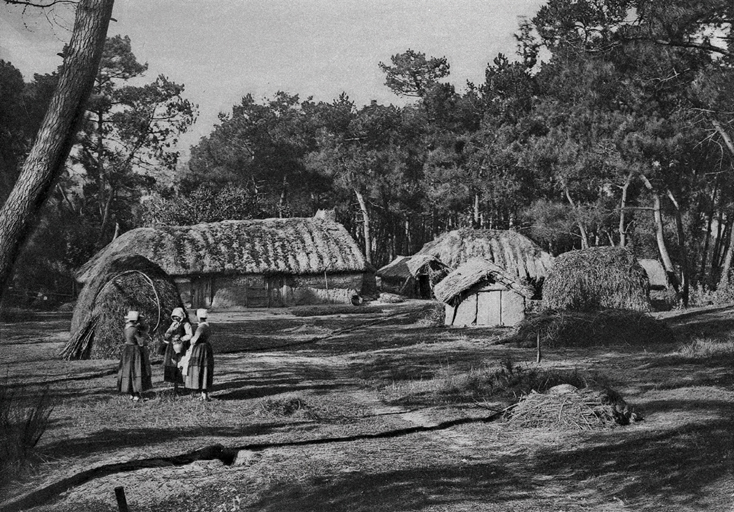
Bourrines photographiées sur la commune de Saint-Hilaire-de-Riez vers 1890.

La bourrine est une chaumière à pièce unique, construite en terre et en roseau et habitée par le sous-prolétariat rural du marais breton vendéen au  XIXe siècle et au début du XXe siècle. 

## Histoire
Si l'emploi de la terre et de la bourre de roseau est attesté anciennement dans le marais nord vendéen, le corpus des bourrines (chaumières à pièce unique) subsistant actuellement ne date que du XIXe siècle et du début du XXe siècle et correspond à l'installation tardive, sur des terres publiques, d'une population défavorisée.

## Architecture

### Murs
Les murs des bourrines sont construits en terre prélevée sous la couche arable. Dans un premier temps, elle est malaxée jusqu'à obtention d'une pâte homogène. Du sable y est ajouté pour éviter que des fentes apparaissent au séchage et des fibres végétales sont enfin intégrées afin de lier l'ensemble. Avec la matière obtenue, des pavés sont moulés, les bigots. Ils serviront dans un premier temps à construire l'assise du bâtiment, sorte de mur épais d'environ 60 cm et haut de 50. En règle générale, ce mur est posé à même le sol, sans fondation. Après quelques jours de séchage, les murs proprement dits sont construits. Ils atteignaient une hauteur moyenne d'1,80 mètre pour les gouttereaux et pouvaient monter à 4 mètres pour les pignons. L'emploi de la pierre pour la construction de ces édifices reste exceptionnelle, pour cela, il fallait qu'il s'en trouve à proximité du chantier, en ce cas, elle était utilisée en contact avec le sol afin de protéger les murs des attaques de l'humidité par capillarité.
En moyenne, la construction des murs s'étalait sur une période d'un mois.

### Charpente

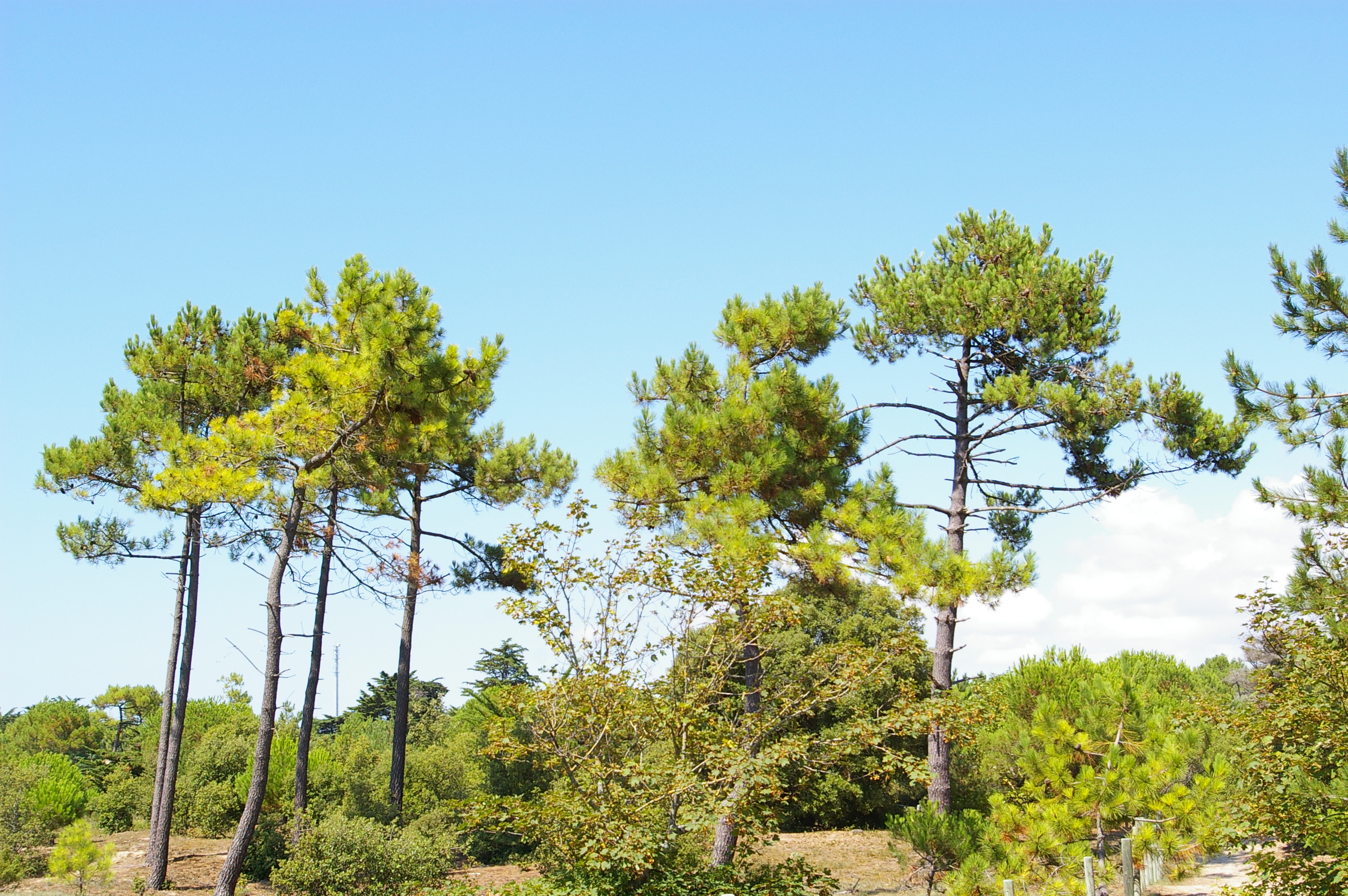
La forêt des pays de Monts à Saint-Jean-de-Monts.

Les bourrines étaient construites dans un environnement marécageux, par conséquent, la ressource en bois de construction était très réduite. Souvent une nouvelle bourrine était construite en récupérant les éléments de bois d'un ancien bâtiment. En règle générale la charpente était construite en orme, saule ou encore peuplier. Il a fallu attendre la plantation de la forêt de Monts dans la deuxième moitié du XIXe siècle, initialement plantée pour fixer les dunes de sable et participer à l'assèchement des marais, pour voir la ressource en bois s'améliorer grâce aux pins plantés. Dans un souci d'économie, la charpente était posée à même les murs sans reposer sur une sablière. La ferme était parfois soutenue par un poteau de bois directement pris dans le mur.

### Couverture
La toiture est constituée de bottes de roseaux dont l’épaisseur moyenne est d’environ trente-cinq centimètres. Autrefois, des liens végétaux permettaient de fixer les bottes sur la charpente. Mais, depuis 1920, ils ont été le plus souvent remplacés par du fil de fer.

## Bourrine du Bois-Juquaud

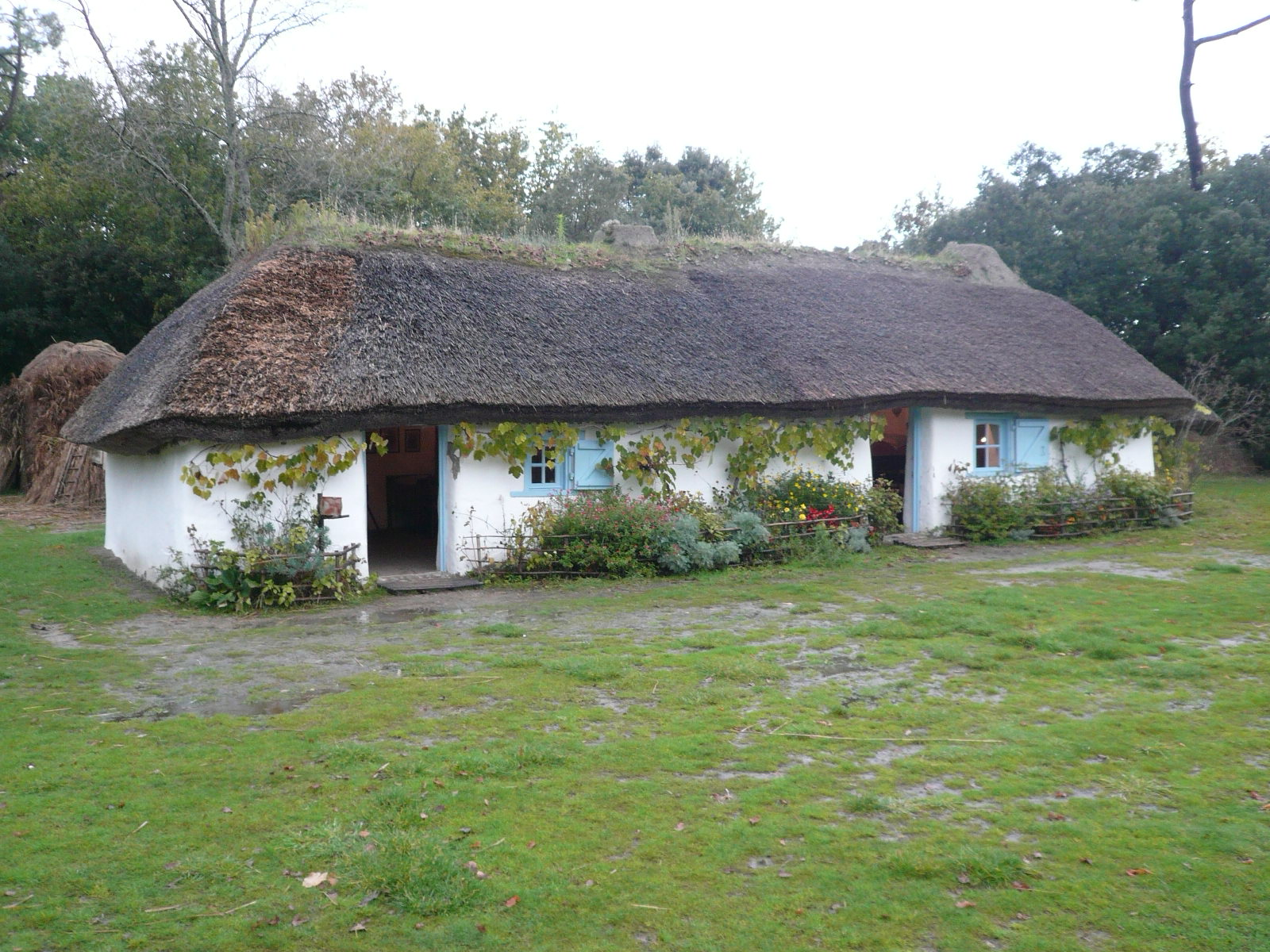
Bourrine en Vendée.